# Yingtan
Yingtan är en stad på prefekturnivå i Jiangxi-provinsen i sydöstra Kina. Den ligger omkring 130 kilometer sydost om provinshuvudstaden Nanchang.
På grund av sitt läge vid gränsen till Zhejiang-provinsen har Yintan länge varit ett viktigt transportnav och har vuxit fram som en viktig järnvägsknut i Kina.

## Administrativ indelning
Den egentliga staden Yingtan är organiserad i Yuehu-distriktet. Dessutom sorterar en stad och ett härad under Yingtan:
- Yujiang härad (余江县)
- Guixis stad (贵溪市)

## Klimat
Genomsnittlig årsnederbörd är 2 741 millimeter. Den regnigaste månaden är juni, med i genomsnitt 480 mm nederbörd, och den torraste är oktober, med 37 mm nederbörd.